# Fulton Francis
Fulton Francis (n. Eloy Alfaro, Esmeraldas, Ecuador; 22 de marzo de 1985) es un futbolista ecuatoriano. Juega de lateral derecho y actualmente no tiene equipo.

## Trayectoria
Fulton Francis se inició en las divisiones formativas de Liga Deportiva Universitaria de Quito donde comenzó jugando en la Sub-16, y luego fue ascendiendo hasta llegar a la Sub-20, pero nunca llegó a jugar en el equipo de primera. 
En el 2006 fichó por Aucas donde ese mismo año debutó profesionalmente, club en el que estuvo hasta 2008 cuando pasó para la temporada 2009 al Águilas que es un equipo de fútbol profesional de Santo Domingo (Ecuador) que actualmente juega en la Segunda Categoría del Campeonato Ecuatoriano de Fútbol. 
En el 2010 ficha por la Espoli donde fue muy regular y eso hizo que en el 2011 fichara para el Emelec de Guayaquil, donde fue campeón en 2013.

## Clubes
| Club                   | País    | Año       |
| ---------------------- | ------- | --------- |
| Aucas                  | Ecuador | 2006-2008 |
| Águilas                | Ecuador | 2009      |
| Espoli                 | Ecuador | 2010      |
| Emelec                 | Ecuador | 2011-2013 |
| Olmedo                 | Ecuador | 2014      |
| Espoli                 | Ecuador | 2015      |
| Deportivo Quito        | Ecuador | 2016      |
| Imbabura Sporting Club | Ecuador | 2017      |

## Palmarés

### Campeonatos nacionales
| Título             | Club   | País    | Año  |
| ------------------ | ------ | ------- | ---- |
| Serie A de Ecuador | Emelec | Ecuador | 2013 |

- Datos: Q5870894